# Рехуа

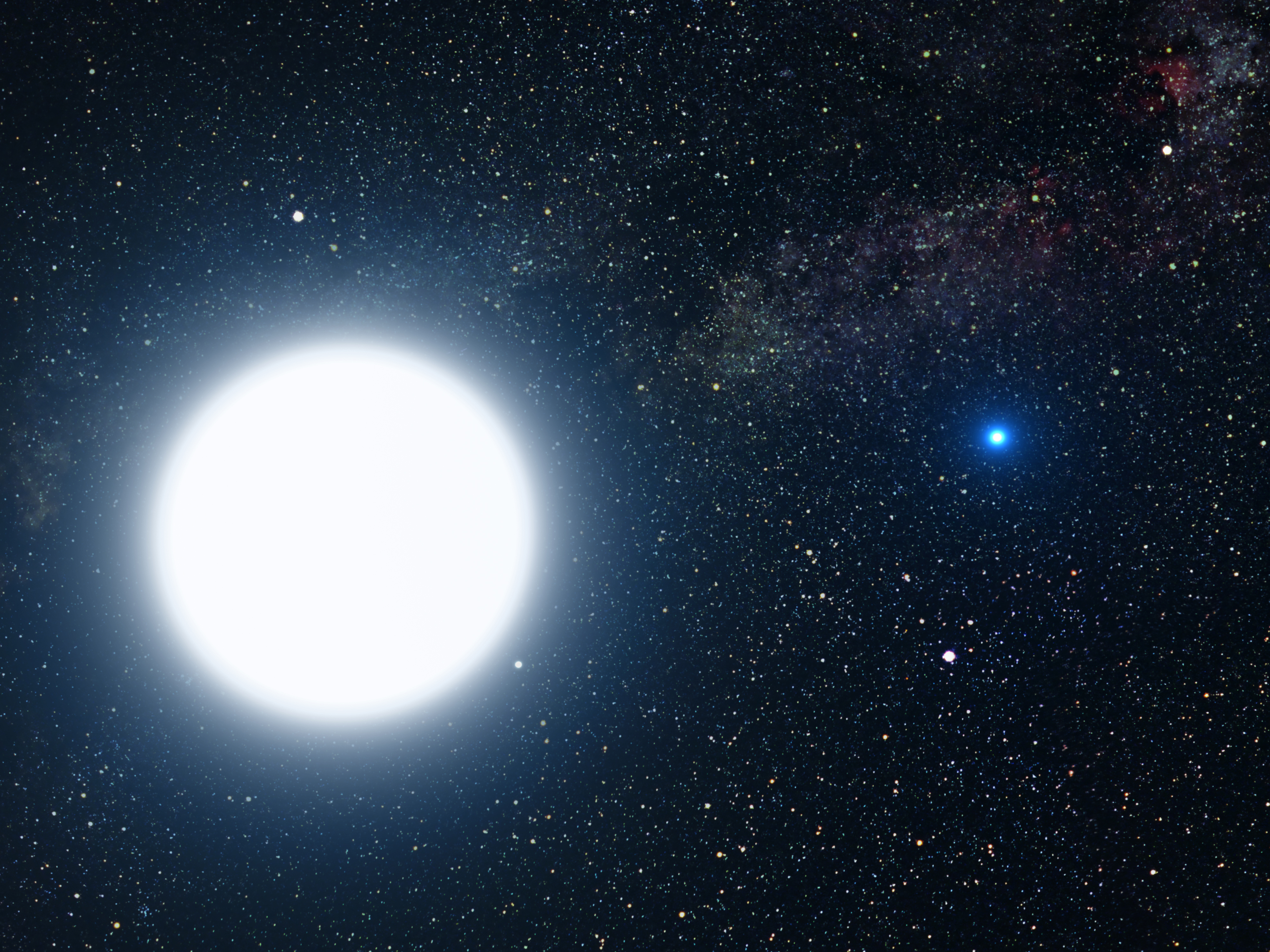
Сириус

В мифологии маори, Рехуа — священный персонаж, живущий в Те Путахи-нуи-о-рехуа, на Ранги-туареа — десятом, самом высоком небе.

## Легенда
Рехуа ассоциируется с определёнными звездами. Для племени Тухоэ, живущего на Северном острове, это — Антарес. Другие племена считают, что Рехуа — это Бетельгейзе или Сириус. Рехуа — сын Ранги и Папы, отец Кайтангаты, предок Мауи. Легенда Нгаи Таху гласит о том, что Рехуа, старший сын Ранги и Папа, первым появился в виде молнии, но принял человеческую форму во время путешествия на небеса. Когда его брат Тане пришёл к нему домой, он увидел птиц, питавшихся насекомыми с головы Рехуа. Рехуа приказал своим слугам поймать птиц и приготовить из них ужин для брата, но Тане отказался их есть, поскольку птицы, питавшиеся с головы Рехуа были переполнены его священным духом (тапу). Тем не менее, Рехуа дал Тане живых птиц, попросив отнести их в мир людей. Тане также принес в этот мир фруктовые деревья, которые давали птицам пищу. Так на Земле появились леса и птицы.